# David Gigliotti
Pour les articles homonymes, voir Gigliotti.
David Gigliotti, né le 30 mai 1985 à Martigues, est un footballeur français d'origine argentine qui évolue au Berre SC. 
Il compte quelques sélections en équipe de France espoirs de football. Son frère Guillaume Gigliotti est également footballeur et joue défenseur à Gelbison en Serie D.

## Biographie
David Gigliotti a des origines argentines de par un parent, son père Armando débarque en Europe par la Grèce et fut joueur au SM Caen alors en 3e division. C'est une annonce dans le journal France Football qui attira Armando Gigliotti en Normandie au milieu des années 1970. Son fils David fréquentera bien plus tard le centre de formation de l'AS Monaco.
David Gigliotti a inscrit de nombreux buts en équipes jeunes, notamment lors de la saison 2003-2004 où il a marqué 33 buts avec l'équipe des 18 ans.
Il joue son premier match en Ligue 1 le 22 septembre 2004 contre le FC Nantes puis il inscrit son premier but contre l'OGC Nice le 26 février 2005, un but particulièrement beau : centre de Javier Saviola, retourné acrobatique de Gigliotti, dans le petit filet de Damien Grégorini. Il signe son premier contrat professionnel à l'ASMFC en juin 2005. Avec les Bleuets il remporte à deux reprises le Tournoi de Toulon en 2005 et 2006. Il termine meilleur buteur lors de la deuxième édition. 
Il est prêté à Troyes pour la saison 2006-2007 où il joue son premier match à domicile contre Toulouse. Il est de nouveau l'auteur d'un magnifique retourné face à l'OGC Nice pour son premier but inscrit avec l'ESTAC, il finit meilleur buteur de la saison du club aubois avec 9 réalisations et 10 passes décisives au même titre que Yann Lachuer. Le club est relégué à l'issue de la saison.
De retour à Monaco, il est finalement transféré à l'AS Saint-Étienne.
Après des débuts difficiles avec l'équipe du Forez, il marque son premier but contre le RC Lens lors de la 13e journée. Il réitère la journée suivante contre Le Mans en marquant un pénalty.
Mais le 2 janvier 2010, il est transféré au Havre pour renforcer l'attaque havraise avec un contrat de 6 mois. Non conservé, il est alors libre de tout contrat.
En juin 2010, il signe un contrat de deux ans en faveur du Nîmes Olympique, en Ligue 2. 
À l'été 2011, une rumeur l'annonce en partance pour Arles-Avignon, et les journalistes l’aperçoivent à plusieurs reprises dans les tribunes du Parc des Sports. Fin août, l'ACA et le Nîmes Olympique parviennent à trouver un accord, et David Gigliotti signe à l'ACA.
En janvier 2012, il signe un contrat de 18 mois avec l'AC Ajaccio. Peu en vue en Corse durant la durée de son contrat (3 matchs de L1), il connait une période de chômage de six mois avant de rebondir en CFA avec Marseille Consolat en janvier 2017. Il participe à la montée de l'équipe des quartiers Nord de Marseille. 
En novembre 2018, il signe à Istres. Il fait son retour à Marseille Consolat, devenu l'Athlético Marseille, en juillet 2020.
En 2021 il revient au FC Istres.

## Palmarès
- Vainqueur du Tournoi de Toulon en 2005 et 2006 avec l'équipe de France espoirs.
- Meilleur buteur Tournoi de Toulon en 2006.